# Каппа Майки
Каппа Майки (англ. Kappa Mikey) — американский мультипликационный ситком, созданный Ларри Шварцем и Сергеем Анисковым в 2006 году.

## Сюжет
У японского сериала «Лили Му» упал рейтинг, и поэтому объявили розыгрыш: по всему свету выпустили карточки, и только на одной из них надпись «You are a winner» («Вы выиграли»). Тем временем в США Майки Саймон (полное имя Майкл Александр Саймон) хочет стать знаменитым актёром. Ему везёт: ему попадается счастливая карточка и он едет сниматься и становится супер звездой.

## Производство
Технически сериал реализован в стиле, претендующим на изображение манги и использующем обязательные для жанра элементы, такие как цветные волосы у персонажей, характерное схематическое отображение некоторых эмоциональных состояний персонажей (капля у виска символизирует смущение или озадаченность, вздувшиеся на лбу вены сопровождают состояние злости).
При этом главный герой сериала, американец Майки Саймон отрисован в ключе, более традиционном для западной  анимации: у него более пропорциональное тело, монохромные и просто прорисованные глаза и хуже прорисована прическа, персонаж имеет толстую чёрную обводку вокруг своего силуэта. Такая разница в изображении призвана подчеркнуть его «инородность» в псевдояпонском антураже.

## Персонажи
- Майкл Александр Саймон — Просто — Майки. Главный герой сериала «Лили Му», американец, дружит с Гонардом, нравится Мицуки, проявляет симпатию к Лили, выиграл свою роль в сериале во время рекламной акции сериала, пытаясь поднять рейтинги введением нового персонажа. (Только контуры Майки выделены чёрным цветом).
- Гонард — синеволосый гигант, лучший друг Майки Саймона, играет в «Лили Му» одноимённого злодея. Приглуповат и всё время хочет что-нибудь съесть.
- Гуано — режиссёр, актёр и сценарист сериала «Лили Му». Некое существо с фиолетовой шерстью, посередине живота у него голубой кристалл. У Гуано множество фобий, таких как: боязнь облаков, бабочек, папарацци, старой мебели. Так же Гуано никогда не моется. Впоследствии Гуано оказывается сыном Озу в костюме.
- Мицуки — синеволосая актриса сериала «Лили Му», добрая и милая готовая всегда и всем помочь. Влюблена в Майки.
- Лили — актриса сериала «Лили Му», подруга Мицуки и Майки, просто красавица-блондинка, которая готова поорать на Майки.
- Озу — продюсер сериала «Лили Му». Старый и ворчливый. Любит свой бонсай. Есть старший брат Брозу.
- Подлиза — помощник Озу, подлизывающийся к словам последнего.
- Брозу — рэпер, брат Озу, родившийся на одну секунду раньше. Брозу принадлежит 51 % от прибыли «Лили Му» (позднее проиграл свою долю в хип-хоп дуэли с Майки и Озу).
- Йоши — неудачливый оператор.